# Müllerthal
Müllerthal är en ort i Luxemburg.   Den ligger i kantonen Canton de Grevenmacher och distriktet Grevenmacher, i den centrala delen av landet, 23 km nordost om huvudstaden Luxemburg. Müllerthal ligger 348 meter över havet och antalet invånare är 152.
Terrängen runt Müllerthal är platt åt sydväst, men åt nordost är den kuperad.  Närmaste större samhälle är Ettelbruck, 16,4 km väster om Müllerthal. 
I omgivningarna runt Müllerthal växer i huvudsak blandskog. Runt Müllerthal är det ganska tätbefolkat, med 60 invånare per kvadratkilometer.